# Mama Ocllo II

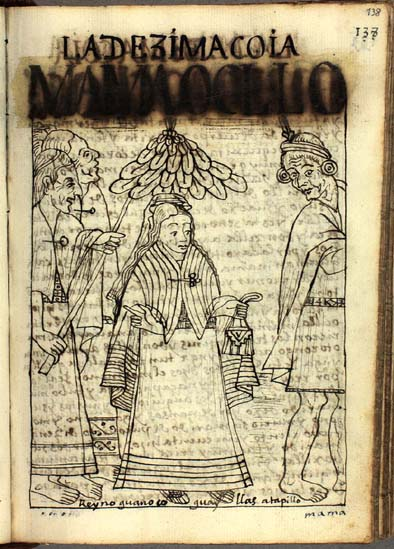
Mama Ocllo II

Mama Ocllo II – cesarzowa Inków, panująca na przełomie XV i XVI wieku. Była bardzo wpływowa politycznie i doczekała się pośmiertnego kultu.

## Małżeństwo i kariera polityczna
Już wcześniej Inkowie poślubiali swoje siostry, ale Topa Inka oficjalnie wprowadził nakaz takich małżeństw w rodzinie panującej. Poślubił Mamę Ocllo zaraz po dojściu do władzy.
Władczyni miała silne wpływy i pozycję. Urodziła co najmniej jednego syna: Titu Cusiego Guallbę, późniejszego Huaynę Capaca. Przed śmiercią cesarz z nieznanych przyczyn wyznaczył na następcę syna drugorzędnej żony Chuqui Ocllo - Capaca Guariego. Mama Ocllo i jej stronnictwo oskarżyli Chuqui Ocllo o otrucie Topy Inki, przez co została zgładzona. Bez matki jej syn stracił na znaczeniu i królem został Huayna Capac.

## Ostatnie lata
Przez kilka pierwszych lat Huayna Capac był jeszcze bardzo młody i arystokraci sprawowali władzę w jego imieniu. Być może dlatego cesarz nie ruszył zaraz po koronacji na wyprawę wojenną, co było tradycją wśród Inków. Gdy Mama Ocllo umarła, Huayna Capac stoczył zwycięską wyprawę ku jej czci, do której przygotowania trwały pełne trzy lata. 